# Коларж, Ян (1986)
Ян Коларж (22 ноября 1986, Пардубице) — чешский хоккеист, защитник. Игрок сборной Чехии по хоккею с шайбой.

## Биография
Ян Коларж родился 22 ноября 1986 года в Пардубице, Чехия. Воспитанник хоккейного клуба «Пардубице». В чемпионате Чехии дебютировал в 2006 году. Чемпион Чехии 2010 и 2012 годов. В 2012 году перешёл в «Донбасс». В сборной Чехии дебютировал на Шведских играх. В составе донецкой команды провёл два сезона, выходил на поле в 95 матчах, забросил 4 шайбы. В 2014 году подписал однолетний контракт с владивостокским «Адмиралом», впоследствии стороны договорились о продлении контракта ещё на два года. Из-за финансовых проблем владивостокской команды в 2015-м году перешёл в хабаровский «Амур», за который отыграл 4 сезона. Летом 2019 года перешёл в «Пардубице».
Выступал за сборную Чехии на чемпионатах мира 2014, 2015, 2016 и 2019 годов, а также на Олимпийских играх 2018 года.
Ян Коларж дважды (в 2017 и 2019 годах) принимал участие в матчах всех звёзд КХЛ. Оба раза он становился победителем, в 2019 году забросил решающую шайбу в финальной игре.